# Peter Wirnsberger II
Peter Wirnsberger (ur. 20 września 1968 w Rennweg – zm. 20 grudnia 1992 w Altenmarkt) – austriacki narciarz alpejski, dwukrotny medalista mistrzostw świata juniorów.

## Kariera
Po raz pierwszy na arenie międzynarodowej Peter Wirnsberger pojawił się w 1986 roku, startując na mistrzostwach świata juniorów w Bad Kleinkirchheim, gdzie w czterech startach zdobył tam dwa medale. Najpierw wywalczył brąz w slalomie, w którym wyprzedzili go tylko Szwed Anders Lundqvist oraz inny Austriak, Richard Kröll. Następnie zwyciężył w kombinacji, wyprzedzając Krölla i Włocha Petera Runggaldiera. Na tej samej imprezie był też między innymi czwarty w zjeździe, przegrywając walkę o podium ze swym rodakiem, Romanem Siessem.
W zawodach Pucharu Świata zadebiutował 21 stycznia 1990 roku w Kitzbühel, zajmując siódme miejsce w kombinacji. Tym samym już w swoim debiucie zdobył pierwsze pucharowe punkty. Była to również jego najlepsza lokata w zawodach tego cyklu. Najlepsze wyniki osiągnął w sezonie 1988/1989, kiedy w klasyfikacji generalnej zajął 68. miejsce. Nie startował na mistrzostwach świata ani igrzyskach olimpijskich.
Dla odróżnienia od innego austriackiego alpejczyka o tym samym imieniu i nazwisku, z którym nie był spokrewniony,  Międzynarodowa Federacja Narciarska (FIS) dodawała do jego nazwiska "II". W grudniu 1992 roku zginął w wypadku narciarskim, po tym jak uderzył w drewniane ogrodzenie. Narciarz zmarł na miejscu.

## Osiągnięcia

### Mistrzostwa świata juniorów
| Miejsce | Dzień     | Rok  | Miejscowość        | Konkurencja | Czas biegu  | Strata  | Zwycięzca         |
| ------- | --------- | ---- | ------------------ | ----------- | ----------- | ------- | ----------------- |
| 4.      | 20 lutego | 1986 | Bad Kleinkirchheim | Zjazd       | 1:41,03 min | +0,61 s | William Besse     |
| 5.      | 21 lutego | 1986 | Bad Kleinkirchheim | Gigant      | 2:24,64 min | +1,01 s | Konrad Ladstätter |
| 3.      | 23 lutego | 1986 | Bad Kleinkirchheim | Slalom      | 1:53,81 min | +2,70 s | Anders Lundqvist  |
| 1.      | 23 lutego | 1986 | Bad Kleinkirchheim | Kombinacja  | ?           | -       | -                 |

### Puchar Świata

#### Miejsca w klasyfikacji generalnej
- sezon 1988/1989: 68.
- sezon 1989/1990: 86.
- sezon 1991/1992: 94.

#### Miejsca na podium
Wirnsberger nie stawał na podium zawodów PŚ.